# Criștioru de Sus, Bihor
Criștioru de Sus este un sat în comuna Criștioru de Jos din județul Bihor, Crișana, România.
Căi de acces:
-pe un drum de țară din vârf de la Dealu Mare
-tot pe un drum de țară din comuna CRIȘTIORU DE JOS care merge paralel cu Valea Țarinii până la poalele cătunului Grozești.
 Acest articol despre o localitate din județul Bihor este deocamdată un ciot. Puteți ajuta Wikipedia prin completarea lui.